# USS 존 F. 케네디 (CVN-79)
USS 존 F. 케네디 (CVN-79)는 미국 해군이 건조한 제럴드 R. 포드급 항공모함의 2번째 항공모함이다. 2019년 10월 29일 진수했으며, 2019년 12월 7일 세례를 받았다. 2022년 미국 해군에 인도될 예정이었으나 전투 시스템 업그레이드와 F-35 스텔스 전투기 탑재를 위한 개조 작업(fitting out) 등으로 계획이 연기되었고, 2024년 취역할 예정이다.

## 명명
2007년 12월 7일 진주만 공격 66주년을 맞이하여 해리 미첼 의원은 군함 이름을 USS 애리조나로 짓자고 제안했다. 2009년 존 셰더그 의원은 CVN-79 또는 CVN-80 배리 M. 골드워터라고 짓자고 했는데, 배리 골드워터는 애리조나 출신의 사망한 의원이었다.
2011년 5월 29일 미국 국방부는 제35대 미국의 대통령이자 제2차 세계 대전 당시 해군으로 복무한 존 F. 케네디의 이름을 따서 함명을 짓기로 했다. 이 항공모함은 케네디가의 가족들의 이름을 딴 세 번째 군함이자, 1968년부터 2007년까지 활동한 USS 존 F. 케네디 (CV-67)의 뒤를 이어 두 번째로 존 F. 케네디의 이름을 딴 항공모함이 되었다.

## 건조

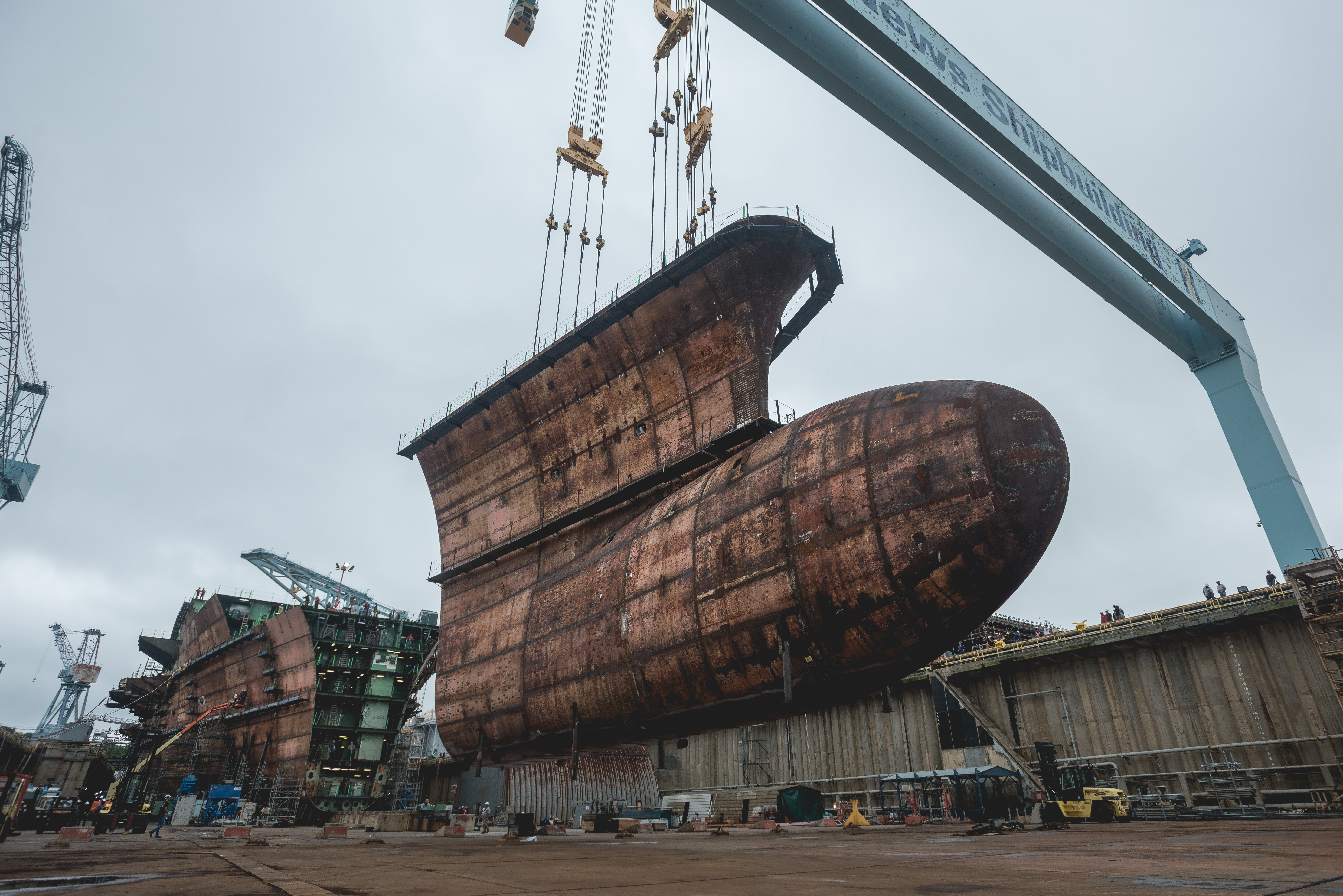
2018년 9월 존 F. 케네디가 건조되고 있다.

2009년 1월 15일, 헌팅턴 잉갈스 산업이 존 F. 케네디의 디자인과 건조 준비에 대한 계약을 땄다. 2010년 9월 3일, 노스럽 그러먼이 건조를 시작하기 위한 준비작업을 진행 중이라고 선언했다. 2011년 2월 25일, 해군은 뉴스포트 뉴스에 있는 노스럽 그러먼에서 제련식을 가졌고, 존 F. 케네디의 건조가 시작되었음을 공식적으로 알렸다.
존 F. 케네디는 2018년 건조가 완료될 예정이었지만 국방부 장관 로버트 게이츠가 2009년 프로그램을 5년 건조 계획으로 변경하여 안정적인 방향으로 건조를 추구하면서 건조 계획이 2020년까지로 미뤄졌다. 2012년 말 건조 중 지연이 발생했고, 미국 해군이 USS 엔터프라이즈 (CVN-80)과 존 F. 케네디의 건조 기간을 2년 더 늘리면서 2022년까지 항공모함의 취역이 늦춰졌다. 2013년 9월 미국 회계감사원은 프로그램 상 문제가 해결이 될 때까지 존 F. 케네디의 세부 디자인 및 건조 계획을 지연시킬 것을 권장했다. 해군과 국방부는 권고를 거부했다. 해군은 USS 제럴드 R. 포드 (CVN-78)을 완성했을 때 기술, 디자인, 건조에서 어려움을 겪었다.  "제럴드 R. 포드"의 비용은 22% 증가했고, 추가적으로 작업 중 기술 문제와 선박 건조에서 발생한 불확실성으로 인해 추가 비용이 발생할 수 있었다.
USS 존 F. 케네디는 2015년 8월 22일 버지니아주 뉴포트 뉴스에서 용골을 넣었다. 전통적인 용골 삽입식의 일부로써 케네디 대통령의 딸인 캐럴라인 케네디와 이전 항공모함인 존 F. 케네디의 후원자들이 선체를 용접했다. 2017년 6월 전체 선박의 50%가 구조적으로 완성되었다. 2018년 2월 28일, 헌팅턴 잉갈스 산업은 뉴스포트 뉴스 선박건조창에서 존 F. 케네디에 필요한 구조물 중 70%가 완성되었다고 밝혔다. 2018년 4월 30일, 헌팅턴 잉갈스는 항공모함의 구조 중 75%를 완성했다고 밝혔다. 5월 30일, 헌팅턴 잉갈스의 CEO 마이크 페터스는 존 F. 케네디가 2019년 10월 29일 완성될 것이라고 밝혔다. 2019년 5월 30일 588톤의 가교와 아일랜드가 설치되었다.
2019년 10월 1일 승조원들은 뉴포트 뉴스 선박건조창에서 처음으로 존 F. 케네디의 선진수부대로 활동했다. 2019년 10월 29일, 뉴포트 뉴스 선박건조창은 존 F. 케네디가 건조되고 있던 드라이독에 물을 유입하기 시작했다. 2019년 12월 7일 세례를 받았다. 2022년 2월 현재 피팅 아웃(fitting out) 진행 중이다.